# Roche à Trois Pieds
 Der Roche à Trois Pieds (auch Dolmen de Martinvast genannt) liegt bei Martinvast im Département Manche in der Normandie in Frankreich.
Die erste Erwähnung erfolgte im Jahre 1833, als nordöstlich des Schlosses in der Nähe der L’Oraille-Farm ein Dolmen, bestehend aus drei in einem Dreieck angeordneten Quarzsteinen, die von einem riesigen Quarzblock von etwa 3,0 × 3,0 × 2,0 m überdeckt sind, beschrieben wurde.
Es handelt sich jedoch um einen Pseudodolmen (französisch site naturel) der in einigen Listen jedoch als Dolmen geführt wird, obwohl die Form keiner gängigen regionalen Megalithanlage entspricht, das Material vor Ort vorkommt und keine Funde gemacht wurden.